# Célestin Freinet
Célestin Freinet (15. oktober 1896 – 8. oktober 1966) var en fransk pædagog og ophavsmand til Freinet-skolerne, hvoraf der i 2017 findes tre i Danmark: Freinetskolen på Valby Langgade, Trekronergade Freinetskole og Syddjurs Friskole. Skolerne bygger på selvvirksomhed og elevernes medindflydelse i en demokratisk pædagogik, og arbejdsformen er værkstedspræget med trykkeriet som det vigtigste værksted.
Freinets pædagogik er beskrevet på dansk i de to bøger Folkets skole (1973) og Arbejdet som pædagogisk princip; den frie tekst (1980).